# Paul Cornell
Paul Cornell (18 de julho de 1967) é um escritor britânico.

## Biografia
Conhecido por seus trabalhos com a franquia Doctor Who, Cornell é o responsável não apenas por inúmeros romances com os personagens, como também por criar a personagem Bernice Summerfield e por adaptar, em 2007, um destes romances para dois episódios da série de televisão, sendo nomeado pelo Hugo Awards por seu trabalho.
Além dos trabalhos com Doctor Who, Cornell escreveu roteiros para a série de televisão Robin Hood e várias histórias em quadrinhos: para a editora Marvel Comics, escreveu todas as quinze edições da aclamada revista Captain Britain and MI13, que lhe rendeu nova indicação ao Hugo Award em 2009, bem como as minisséries Wisdom e Fantastic Four: True Story, e para a DC Comics escreveu o arco de história Black Ring, publicado entre as edições 890 e 900 da revista Action Comics. Cornell seguirá como escritor de Action Comics até a 904ª edição da revista, onde será publicada a conclusão do arco Reign of Doomsdays. A edição marca o término da publicação - em quantidade de edições lançadas, a maior revista em quadrinhos americana do gênero "super-herói" - que seria relançada, junto à toda linha de revistas da editora, em setembro de 2011, com Grant Morrison como escritor.
Coincidentemente, a aclamada passagem do escritor em Action Comics terá a mesma duração que a também aclamada, mas cancelada por baixas vendas, Captain Britain and MI13. Sobre o fato, ironizou em entrevista que, se com uma foi cancelado pelo editora, com a segunda, ao "igualar um recorde pessoal", acabou fazendo com "a editora inteira fosse cancelada".

### Romances
Como autor
- Doctor Who: Timewyrm: Revelation (ISBN 0-426-20360-7)
- Doctor Who: Love and War (ISBN 0-426-20385-2)
- Doctor Who: No Future (ISBN 0-426-20409-3)
- Doctor Who: Human Nature (ISBN 0-426-20443-3)
- Doctor Who: Happy Endings (ISBN 0-426-20470-0)
- Doctor Who: Goth Opera (ISBN 0-426-20418-2)
- Doctor Who: The Shadows of Avalon (ISBN 0-563-55588-2)
- Doctor Who: Scream of the Shalka (ISBN 0-563-48619-8)
- Bernice Summerfield: Oh No It Isn't! (ISBN 0-426-20507-3)

Como editor
- Bernice Summerfield: The Dead Men Diaries
- Bernice Summerfield: A Life of Surprises
- Bernice Summerfield: Life During Wartime

### Quadrinhos
- Wisdom (com arte de Trevor Hairsine e Manuel Garcia, minissérie em 6 edições, Marvel Comics; TPB em 144 páginas, Agosto 2007, ISBN 0785121234)
- Captain Britain and MI: 13 #1-15 (com arte de Leonard Kirk, Marvel Comics, entre maio de 2008 e julho de 2009):
  - Secret Invasion (Captain Britain and MI: 13 #1-4, 104 páginas, Panini Comics, Janeiro de 2009, ISBN 1846534070; Marvel Comics, Março de 2009, ISBN 0-7851-3344-5)
  - Hell Comes To Birmingham (Captain Britain and MI: 13 #5-9, 120 páginas, Panini Comics, Junho de 2009, ISBN 1846534232, Marvel Comics, Julho de 2009, ISBN 0-7851-3345-3)
  - Vampire State (Captain Britain and MI: 13 #10-15 + Annual #1, 184 páginas, Marvel Comics, Outubro de 2009, ISBN 0-7851-3952-4)
- Dark X-Men: The Beginning #1-3 (com arte de Leonard Kirk, Marvel Comics, Dezembro de 2009, ISBN 0-7851-4230-4)
- Dark X-Men (com arte de Leonard Kirk, Junho de 2010, ISBN 0-7851-4526-5)
- Action Comics #890-904 (890-900 com arte de Pete Woods, 900-904 com arte de Kenneth Rocafort, DC Comics)
  - The Black Ring, Vol. 1, ISBN 1-40123-033-4
  - The Black Ring, Vol.2
  -  Reign of Doomsdays